# Maxim Andrejewitsch Muchin
Maxim Andrejewitsch Muchin (russisch Максим Андреевич Мухин; * 4. November 2001 in Toljatti) ist ein russischer Fußballspieler.

## Karriere

### Verein
Muchin begann seine Karriere bei Krylja Sowetow Samara. Zur Saison 2019/20 wechselte er zu Lokomotive Moskau, wo er zunächst für das drittklassige Farmteam Lokomotive-Kasanka Moskau spielen sollte. Im September 2019 stand er gegen Zenit St. Petersburg erstmals im Kader der Profis. In der Saison 2019/20 kam er insgesamt zu zwei Einsätzen für Kasanka in der Perwenstwo PFL.
Im November 2020 debütierte er für die Profis der Moskauer in der Premjer-Liga, als er am 14. Spieltag der Saison 2020/21 gegen den FK Dynamo Moskau in der 67. Minute für Daniil Kulikow eingewechselt wurde. Bis Saisonende kam er zu zehn Erstligaeinsätzen für Lokomotive. Zur Saison 2021/22 wechselte Muchin zum Ligakonkurrenten ZSKA Moskau.

### Nationalmannschaft
Muchin debütierte im März 2021 für die russische Nationalmannschaft, als er in der WM-Qualifikation gegen Slowenien in der 86. Minute für Rifat Schemaletdinow eingewechselt wurde. Zur Fußball-Europameisterschaft 2021 wurde er in den Kader Russlands berufen, kam aber mit diesem nicht über die Gruppenphase hinaus.